# 群馬県立沼田高等学校
群馬県立沼田高等学校（ぐんまけんりつぬまたこうとうがっこう）は、群馬県沼田市に所在する県立高等学校。通称は沼高（ぬまこう）。

## 概要
1897年（明治30年）、群馬県尋常中学校（現・群馬県立前橋高等学校）利根分校として開校。群馬県の公立高校としては、分校時代の本校であった群馬県立前橋高等学校に次いで歴史の長い高校である。群馬県立高崎高等学校、群馬県立太田高等学校、群馬県立藤岡高等学校、群馬県立富岡高等学校なども、利根分校と同時期に尋常中学校の分校として開校している。
全日制・定時制ともに男女共学。2024年度までは全日制は男子校であった。男子校時代の制服は黒学ラン（標準学生服）であり、かつては学帽も存在していた。
1973年（昭和48年）には生徒会の希望で五常館内に学食が導入された。
2000年度（平成12年度）、自然科学分野で活躍する生徒を養成するために数理科学コースが設置された。
2025年度、群馬県立沼田女子高等学校と統合し、男女共学の新たな群馬県立沼田高等学校が開校。全日制普通科は普通コースと文理探究コースの2コース制となる。

## 学科
- 全日制課程
  - 普通科
    - 普通コース
    - 文理探究コース
- 定時制課程
  - 普通科

## 沿革
- 1897年4月1日 - 群馬県尋常中学校利根分校として開校。本校は群馬県尋常中学校（現・群馬県立前橋高等学校）。
- 1900年4月1日 - 群馬県立前橋中学校利根分校と改称。
- 1912年4月1日 - 群馬県立沼田中学校として独立する。全校生徒定員250名。
- 1912年5月13日 - 開校式挙行。
- 1920年10月 - 校訓制定。
- 1923年 - 校歌制定。
- 1924年4月1日 - 学級増。全校生徒定員500名。
- 1928年5月20日 - 現在地に校舎落成。6月1日に移転。
- 1942年4月6日 - 学級増（定員750名）。
- 1948年4月1日 - 学制改革に伴い群馬県立沼田高等学校と改称（全校生徒定員600名）。
- 1948年11月1日 - 定時制課程設置（定員200名）。
- 1949年6月20日 - 定時制水上分校開校（定員200名）。
- 1959年9月28日 - 体育館落成。
- 1962年4月1日 - 全日制武尊分校開校（定員150名）。
- 1963年4月1日 - 全日制学級増（定員750名）、武尊分校学級増（定員300名）。水上分校全日制へ転換、定時制募集停止（定員150名）。
- 1964年4月1日 - 全日制学級増（定員900名）。
- 1967年12月20日 - 武道館落成。
- 1968年4月1日 - 武尊分校独立、寄宿舎閉鎖。
- 1971年3月6日 - 水上分校の募集停止。
- 1973年3月31日 - 水上分校が閉校。
- 1973年 - 学食設置。
- 1974年4月1日 - 全日制学級減（定員810名）。
- 1977年6月16日 - テニスコート設置。
- 1981年4月1日 - 定時制学級増（1学年2学級、男女共学となる）。
- 2000年 - 全日制普通科に数理科学コースを設置。
- 2005年4月1日 - 全日制学級減（1学年5学級、定員600名）。
- 2014年12月26日 - 硬式野球部室内練習場落成。
- 2016年4月1日 - 全日制学級減（1学年4学級、定員480名）。
- 2017年6月28日 - 1928年（昭和3年）竣工の群馬県立沼田高等学校管理教室棟（旧沼田中学校校舎）が登録有形文化財（建造物）に登録された。現役の校舎の登録は群馬県初。群馬県においては群馬県庁昭和庁舎に次いで古い鉄筋コンクリート造建築とされる。
- 2024年4月1日 - 全日制学級減（1学年3学級）[1]。
- 2025年4月1日 - 群馬県立沼田女子高等学校と統合し、全日制を男女共学化。校名や校地に変更なし。進級方式は学年制から進学重視型の単位制に変更となる[2]。旧・沼田高校と沼田女子高校の在校生徒は全員、新たな沼田高校へ転学となる[2]。定員は1学年200名[3]。全日制普通科は普通コースと文理探究コースの2コース制となる[3][4]。

## 校歌
男子校時代の校歌はメロディーのほぼ全て、及び歌詞の一部の言い回しが静岡県立掛川西高等学校のものと酷似している。これは旧制掛川中で国漢教師をしていた岩崎莞爾教諭がそののち同沼田中で校歌の制定に携わったためと伝えられている（静岡県立掛川西高等学校#校歌も参照）。また、以下のようにも伝えられている。
大正9年10月30日に校歌を一般生徒から募集（川路 幹校長）することが発表された。なお、上毛新聞（大正9年10月31日号）は次のように報じている。
“校歌の募集を発表した沼中”利根郡沼田町県立沼田中学校にては、奉読式後、生徒自ら選びたる修養の徳目を発表し、これを実践躬行すべき旨の宣誓式を行い、且つその徳目を標準として校歌を作定すべき旨を発表したり、右徳目は「進取勤勉」「和親協同」「質実剛健」の三項目にして何れも勅語の趣旨に協（そ）ふべきものなり、校歌は生徒の創作を募集する筈、
…略…。
大正12年、梅田三郎校長の時に歌詞を生徒から募集し、何点かの応募作の中から、当時、国漢の教師であった岩崎莞爾先生が選択し、補筆して生まれた師弟の合作である。現在歌われている歌詞は戦後、一部変更されたものであり、制定年月日は定かではない。作曲者は不詳である。”

## 校訓
- 進取勤勉
- 和親協同
- 質実剛健

この他に、沼田高校のシンボルである五常の鐘に記された、儒教で知られる「五常」の教えの「仁」「義」「礼」「智」「信」を基本にした教育が行われている。

## 主な行事
毎年全日制は9月、定時制は6・12月頃に全学年クラス対抗のクラスマッチが行われる。スポーツなどで競い合い、一部競技を除いて教員も参加する。
偶数年に文化祭である沼高祭（ぬまこうさい）が行われ、各クラスが工夫を凝らした仮装行列や出し物、クラス対抗での歌唱力コンテストやミスター&ミスコンテストが行われる。また、仮装行列とクラスの出し物には人気投票があり、来校者たちが投票を行う。沼高祭のあいだは校門前には文化祭のテーマに則った大型の門柱が設置される。毎回多くの人が訪れる。先述の沼田女子高等学校との統合によって毎年開催へと変更になった。
奇数年に群馬県立渋川高等学校とスポーツやリバーシ・将棋などで対戦する定期戦が行われていた。前哨戦として実行委員・職員戦がある。会場は沼田高校・渋川高校の二ヶ所で、同時にそれぞれの場所で競技が行われる。先述の沼田高校の廃統合により、2024年度の第36回定期戦を以て50年の歴史に幕を閉じた。
修学旅行は沖縄旅行が行われている。

## 著名な出身者

### 政治・行政
- 井上二三雄 - 海軍中佐
- 生方大吉 - 元衆議院議員
- 生方誠 - 元国家公安委員、元沼田町長、元群馬県議会議員
- 大木田守 - 元公明政策局長、元東京都議会議員
- 尾身幸次 - 元衆議院議員、第6代財務大臣、第2代沖縄及び北方対策担当大臣、第2代科学技術政策担当大臣、第54代経済企画庁長官
- 大島稔彦 - 元参議院法制局長
- 桑原鶴 - 元外交官、文筆家
- 鈴木順一 - 元参議院議員
- 千明武久 - 陸軍少佐
- 土田國太郎 - 元参議院議員、元日本酒造組合中央会会長
- 角田政之助 - 陸軍少将
- 東宮鉄男 - 陸軍大佐
- 平形雄策 - 初代農林水産省農産局長
- 宮田敬助 - 海将、第17代横須賀地方総監
- 元宿仁 - 自由民主党本部事務総長

#### 首長
- 鬼頭春二 - 第5代みなかみ町長
- 鈴木和雄 - 初代みなかみ町長、元新治村長
- 西田洽司 - 第5代沼田市長
- 星野稔 - 第8代沼田市長
- 堀江文夫 - 第4代沼田市長
- 前田善成 - 第4代みなかみ町長、元みなかみ町議会議員
- 横山公一 - 第7代沼田市長

### 経済
- 阿久津哲造 - 元テルモ会長、医学者、金沢医科大学総合医学研究所教授
- 永井彰一 - 田園プラザ川場社長、永井酒造会長
- 星野敏 - NEXUSCEO、レーシングドライバー、元フェンシング選手、元日本フェンシング協会会長
- 増田熙男 - 元東和銀行頭取、元岩手県副知事

### 学術
- 伊理正夫 - 数学者・数理工学者（応用数学）、東京大学名誉教授、元東京大学工学部長・総長特別補佐
- 生方秀紀 - 生態学者（自然環境教育・昆虫生態学）、北海道教育大学名誉教授
- 生方信 - 農芸化学者、北海道大学名誉教授
- 大竹公一郎 - 数学者（代数学・教育工学）、群馬大学教授
- 小野隆 - 国文学者。専修大学名誉教授
- 加藤泰男 - 経済学者（理論経済学）、明治大学名誉教授
- 唐木清志 - 教育学者（社会科教育学）、筑波大学大学院教授
- 河合明宣 - 農学者（農業経済学〈農村開発・南アジア地域研究〉）、放送大学大学院教授
- 河村哲二 - 経済学者（理論経済学）、法政大学大学院教授、経済理論学会代表幹事
- 桑原三郎 - 児童文学研究者、白百合女子大学教授
- 見城悌治 - 歴史学者（日本近代思想史）、千葉大学大学院准教授
- 小林伸彦 - 物理学者、筑波大学教授
- 坂爪浩史 - 農学者（農業経済学）、北海道大学大学院教授
- 代田欣二 - 獣医学者、麻布大学名誉教授
- 進藤雄三 - 社会学者、大阪市立大学教授
- 鈴木伸一 - 植物学者（環境植栽・緑地生態学）、東京農業大学短期大学部教授
- 高橋信雄 - 教育学者、愛媛大学名誉教授
- 高橋文博 - 倫理学者（日本倫理思想史）、岡山大学名誉教授
- 津金沢聡広 - 社会学者（メディア史）、関西学院大学名誉教授
- 堤貞夫 - 鉱床学者（鉱物学）、早稲田大学名誉教授
- 西山市三 - 遺伝学者（細胞遺伝学）、京都大学名誉教授、サツマイモの祖先（イポメア・トリフィーダ）の発見者
- 西山正彦 - 医学者、広島大学名誉教授、群馬大学学長特別補佐、元日本癌治療学会理事長
- 根岸謙之助 - 民俗学者（医療民俗学）、群馬大学名誉教授
- 根津由喜夫 - 歴史学者（ビザンツ帝国史）、金沢大学大学院教授
- 野中成夫 - 独文学者（近代ドイツ文学）、信州大学名誉教授
- 林貞夫 - 建築学者、前橋工科大学名誉教授
- 廣井脩 - 社会学者（災害情報学）、東京大学大学院教授
- 深代千之 - スポーツ科学者・教育学者（スポーツ・バイオメカニクス）、日本女子体育大学学長、東京大学名誉教授、日本体育・スポーツ・健康学会前会長
- 星野鉄男 - 医学者（社会衛生学）、(旧制)金沢医科大学教授
- 松永藤雄 - 医学者（消化器病学）、弘前大学名誉教授、元弘前大学医学部長、元弘前大学医学部附属病院長
- 水落芳明 - 教育学者（臨床教科教育学・教育工学）、上越教育大学大学院教授、上越教育大学大学学長特別補佐
- 宮内崇裕 - 地形学者（変動地形学）、千葉大学大学院教授、日本活断層学会会長
- 森井裕一 - 政治学者（国際関係論〈EU・ドイツ政治研究〉）、東京大学大学院教授
- 八代克彦 - 建築学者（建築意匠・計画）、ものつくり大学教授、ものつくり大学技能工芸学部長
- 吉澤誠一郎 - 歴史学者（中国近代史）、東京大学大学院教授

### 文化・芸術・芸能
- 石井愃一 - 俳優
- いしざかびんが - 音楽家
- 石田良介 - 剪画家
- 生方敏郎 - 随筆家、作家
- おのちゅうこう - 詩人、児童文学作家
- 加藤真史 - 劇作家、演出家、音楽音響家
- 木村圭市郎 - アニメーター
- 楠部三吉郎 - アニメプロデューサー、シンエイ動画名誉会長
- 楠部大吉郎 - アニメーター、シンエイ動画創業者・初代会長
- 桑原巨守 - 彫刻家、女子美術大学名誉教授
- 桑原幹夫 - 作家、帝京大学教授
- 寿志郎 - イラストレーター
- さかい蔵人 - イラストレーター
- 坂爪厚生 - 銅版画家
- STAR FISH - トラックメイカー
- 須田郡司 - フォトグラファー
- 高橋繁男 - テレビドラマ監督
- 戸部民夫 - 歴史作家
- 中町信 - 推理作家
- 森村酉三 - 鋳金工芸家、彫刻家
- はらさわ晃綺 - 声優
- 原田忠 - ヘアメイクアップアーティスト
- 林桂 - 俳人
- 藤井敏夫 - 俳優
- ほしのディスコ - お笑い芸人、パーパーのメンバー
- 米倉大謙 - 書道家

### スポーツ
- 金井豊 - 陸上競技選手
- 三枝照雄 - 登山家
- 庄司顕人 - 元プロバスケットボール選手
- 栃赤城雅男 - 元大相撲力士、最高位東関脇
- 深代芳史 - 元プロ野球選手
- 藤井猛 - 将棋棋士、九段、第11-13期竜王、藤井システムの考案者
- 山田昇 - ヒマラヤ登山家、世界初の夏秋冬3季連続8000m峰登頂者、日本人初の8000m峰9座登頂者

### 農業・アグリビジネス
- 新井耕吉郎 - 農業技師、元魚池紅茶試験支所長、「台湾紅茶の父」
- 金井繁行 - 篤農家
- 小林仁志 - 篤農家

### 教育
- 石坂富司 - 高等学校教員
- 見城慶和 - 夜間中学教師、山田洋次の監督映画『学校』（第1作）の主人公「黒井先生」のモデルの一人
- 宮下久夫 - 小学校教員

### その他
- 池田貴将 - リーダーシップ・行動心理学研究者
- 井上日召 - 血盟団指導者、右翼活動家
- 高梨尚之 - 精進料理研究家、曹洞宗僧侶
- 千明大作 - 馬主、千明牧場3代目代表、中央競馬クラシック三冠馬・ミスターシービー（2代目）のオーナーブリーダー
- バヤシ - 料理動画クリエイター、TikToker、YouTuber
- 平野長靖 - 環境保護運動家

## 著名な関係者
- 山崎保代 - 陸軍中将。元配属将校（利根農業学校と兼任）
- 神田直輝 - 元プロ野球選手。元硬式野球部コーチ。

## アクセス
- JR上越線沼田駅より、関越交通バスで7分または徒歩で25分。